# Zagorci (Słowenia)
Zagorci – wieś w Słowenii, w gminie Juršinci. W 2018 roku liczyła 286 mieszkańców.